# João Saldanha
João Alves Jobin Saldanha (Alegrete, 3 luglio 1917 – Roma, 12 luglio 1990) è stato un giornalista, allenatore di calcio e calciatore brasiliano.
Ha condotto la Nazionale del suo Paese alla qualificazione ai Mondiali del 1970, selezionandone i giocatori e forgiandone l'assetto tattico. La squadra, considerata da molti la più forte di ogni tempo, giocò dodici partite tra qualificazioni ed eliminatorie, ottenendo altrettante vittorie.

## Biografia
Saldanha nacque ad Alegrete, nello Stato di Rio Grande do Sul, nel 1917. All'età di sei anni contrabbandava armi lungo il confine tra il Brasile e il Paraguay. Si trasferì a Rio de Janeiro all'età di quattordici anni e, ventenne, divenne leader studentesco (militò tutta la vita nel Partito Comunista Brasiliano). A trentatré anni svolse l'apprendistato presso uno studio notarile. Giocò a calcio a livello professionistico, per pochi anni, col Botafogo e praticò con successo anche il basket. "João senza paura" - era questo il suo soprannome - si diede poi allo studio del giornalismo, diventando uno dei più celebri ed illustri scrittori sportivi, dedicandosi in seguito all'attività di commentatore per la radio e la televisione. Era noto per le critiche pungenti ma ponderate che muoveva all'indirizzo di giocatori, tecnici e squadre di calcio. Partecipò, in qualità di cronista, alla Grande Marcia di Mao Zedong e allo Sbarco in Normandia.

## Carriera

### Botafogo
(Slogan coniato da Saldanha in occasione del Campionato Carioca del 1957)
Nel 1957, il Botafogo gli offrì la direzione tecnica della squadra in crisi, nonostante la sua totale mancanza d'esperienza. Il club si aggiudicò il campionato statale quello stesso anno, unico successo ottenuto dall'allenatore durante la sua gestione. Nel 1959 rassegnò le proprie dimissioni come forma di protesta per le cessioni di Paulo Valentim e Didi, benché la sua posizione fosse già in discussione per via dei cattivi rapporti sia con i dirigenti che con i giocatori. Negli anni successivi tornò ad occuparsi di giornalismo.
Nel 1968, il presidente della Federcalcio brasiliana, João Havelange, decise di proporgli la panchina della Nazionale, nella speranza che i giornalisti criticassero meno una squadra che aveva uno di loro come allenatore.

### Eliminatorie per la Coppa del Mondo 1970
Alla conferenza stampa organizzata per la presentazione, il neo allenatore elencò ai suoi ex colleghi giornalisti i nomi degli undici giocatori titolari e delle undici riserve con i quali intendeva conquistare i Mondiali che si sarebbero disputati due anni più tardi in Messico. Mai nessuno prima d'allora aveva fornito con tanto anticipo i nominativi dei calciatori che avrebbero composto la rosa.
La selezione brasiliana era reduce da un'edizione del Mondiale, quella svoltasi in Inghilterra nel 1966, in cui non fu in grado di superare il girone eliminatorio. Saldanha formò una compagine costituita per la maggior parte da giocatori provenienti dal Santos, provocando le critiche degli addetti ai lavori che giudicavano quella formazione ormai logora. La squadra venne impostata con il modulo 4-2-4, con il quale fu possibile far coesistere cinque giocatori che nei rispettivi club giocavano da numero dieci: Pelé, Dirceu Lopes, Gérson, Tostão e Jairzinho. Il tecnico soprannominò i suoi giocatori "fiere" e il gruppo divenne noto come "Le fiere di João".
Nel 1969 il Brasile giocò sei gare di qualificazione, vincendole tutte. Nonostante gli ottimi risultati, Saldanha venne pubblicamente attaccato dall'allenatore del Flamengo Yustrich e si presentò al confronto, a quanto si suppone, brandendo una pistola. La fiducia della torcida venne comunque riconquistata. Un sondaggio rivelò le vertiginose punte di popolarità raggiunte dal tecnico, appoggiato dal 78% della popolazione a Rio e dal 68% a San Paolo. La Seleção riuscì pure ad aggiudicarsi prestigiose amichevoli, come quella disputata al Maracanã contro l'Inghilterra campione del Mondo e vinta 2-1, di fronte a centosessantamila spettatori.

Ciononostante, il rapporto con la dirigenza cominciò ad incrinarsi, per diverse ragioni. Saldanha era comunista ed il Brasile era governato da una giunta fascista retta dal presidente Emílio Garrastazu Médici. Questi venne informato da Jarbas Passarinho, Ministro dell'Educazione, di tali simpatie politiche. Contestualmente, il dittatore cominciò ad imporre la convocazione di alcuni giocatori, in particolare quella dell'attaccante Dadá Maravilha dell'Atletico Mineiro. L'allenatore sbottò dicendo: 
 Egli, dal canto suo, non fece nulla per ingraziarsi le simpatie della giunta, sostenendo addirittura la superiorità dei calciatori di colore rispetto a quelli bianchi. Un altro aspetto problematico riguardava Pelé: secondo Saldanha "O Rey" non era in grado di vedere correttamente e perciò considerava a rischio la sua partecipazione ai Campionati Mondiali. Inoltre sorsero dei contrasti anche con il vice allenatore, il quale presentò le proprie dimissioni. A distanza di 406 giorni dalla nomina, è lo stesso João Havelange ad esonerarlo dalla guida della squadra, il 17 marzo 1970. Dopo aver effettuato un sondaggio per Dino Sani, la panchina della Nazionale verrà affidata a Mário Zagallo, ex calciatore che aveva conquistato con la maglia verdeoro i Mondiali del 1958 e del 1962.

## Morte
Successivamente Saldanha tornò al giornalismo. Morì nel 1990 all'età di 73 anni, a Roma, dove si trovava per commentare i Mondiali per l'emittente brasiliana Rede Manchete.

## Palmarès

### Allenatore

#### Competizioni statali
- Campionato Carioca: 1

Botafogo: 1957

### Videografia
- Federico Ferri, Federico Buffa, Storie Mondiali: Italia-Germania 4-3 (1970), Sky Sport, 2014.